# Modisimus vittatus
Modisimus vittatus là một loài nhện trong họ Pholcidae. Loài này được phát hiện ở Hispaniola.